# Argyrolepidia cissia
Argyrolepidia cissia är en fjärilsart som beskrevs av Clench 1953. Argyrolepidia cissia ingår i släktet Argyrolepidia och familjen nattflyn. Inga underarter finns listade i Catalogue of Life.